# Éric Levallois
Éric Levallois (28 de abril de 1963) es un jinete francés que compitió en la modalidad de salto ecuestre.
Ganó una medalla de oro en el Campeonato Mundial de Saltos Ecuestres de 2002 y una medalla de plata en el Campeonato Europeo de Saltos Ecuestres de 2003, ambas en la pruebas por equipos.

## Palmarés internacional
| Campeonato Mundial | Campeonato Mundial            | Campeonato Mundial | Campeonato Mundial |
| Año                | Lugar                         | Medalla            | Categoría          |
| ------------------ | ----------------------------- | ------------------ | ------------------ |
| 2002               | Jerez de la Frontera (España) | Medalla de oro     | Por equipos        |
| Campeonato Europeo |                               |                    |                    |
| Año                | Lugar                         | Medalla            | Categoría          |
| 2003               | Donaueschingen (Alemania)     | Medalla de plata   | Por equipos        |